# ガジ・ラバダノフ
ガジ・ラバダノフ（ロシア語: Гаджи Рабаданов、英語: Gadzhi Rabadanov、1993年7月1日 - ）は、ロシアのプロ男性総合格闘家。ダゲスタン共和国マハチカラ出身。アメリカン・キックボクシング・アカデミー/イーグルスMMA所属。PFLライト級トーナメント2024王者。元Eagle FCライト級王者。

## 来歴
ロシアのダゲスタン共和国マハチカラでダルギン人の家系に生まれ、幼少期にフリースタイルレスリングを始める。17歳の時に総合格闘技へ転向し、アブドゥルマナプ・ヌルマゴメフの元でトレーニングを行った。アマチュア総合格闘技の世界選手権で優勝し、コンバットサンボの世界選手権で銅メダルを獲得した。2013年、プロ総合格闘技デビュー。

### Bellator
2021年7月31日、Bellator初参戦となったBellator 263でダニエル・キャリーと対戦し、左フックでダウンを奪いパウンドで1RKO勝ち。
2022年12月31日、RIZIN初参戦となったRIZIN.40のRIZIN×BELLATOR全面対抗戦・先鋒戦で武田光司と対戦し、3-0の判定勝ち。

### PFL
2024年4月12日、PFL 2のライト級トーナメント・レギュラーシーズン1回戦でソロモン・レンフロと対戦し、3-0の判定勝ちを収め3ポイントを獲得。6月21日、PFL 5でエルヴィン・エスピノーサと対戦し、3-0の判定勝ちを収め3ポイントを獲得し、合計6ポイントでプレーオフ進出を果たした。
2024年8月16日、PFL 8のライト級トーナメント準決勝でマイケル・デュフォートと対戦し、左フックでダウンを奪いパウンドで2RKO勝ち。11月29日、PFL 10のライト級トーナメント決勝で元Bellator世界ライト級王者ブレント・プリムスと対戦し、左フックを効かせ追撃の右ストレートで3RKO勝ち。トーナメント優勝を果たし、優勝賞金100万ドル（約1億5000万円）を獲得した。

## 戦績
| 総合格闘技 戦績 | 総合格闘技 戦績 | 総合格闘技 戦績 | 総合格闘技 戦績 | 総合格闘技 戦績 | 総合格闘技 戦績 | 総合格闘技 戦績 |
| --------------- | --------------- | --------------- | --------------- | --------------- | --------------- | --------------- |
| 32 試合         | (T)KO           | 一本            | 判定            | その他          | 引き分け        | 無効試合        |
| 26 勝           | 10              | 5               | 11              | 0               | 2               | 0               |
| 5 敗            | 2               | 1               | 2               | 0               | 2               | 0               |

| 勝敗 | 対戦相手                               | 試合結果                                     | 大会名                                                                          | 開催年月日     |
| ×    | アルフィー・デイビス                   | 5分5R終了 判定0-3                            | PFL 2025 World Tournament 【2025年PFLライト級トーナメント決勝】                 | 2025年8月16日  |
| ○    | ケビン・リー                           | 1R 2:37 TKO（スタンドパンチ連打)             | PFL 2025 World Tournament: Semifinals 2 【2025年PFLライト級トーナメント準決勝】 | 2025年6月20日  |
| ○    | マルク・ディアケイジー                 | 1R 0:32 TKO（パウンド）                      | PFL World Tournament 1st Round 【2025年PFLライト級トーナメント1回戦】           | 2025年4月19日  |
| ○    | ブレント・プリムス                     | 3R 2:31 KO（左フック&右ストレート→パウンド） | PFL 10 【2024年PFLライト級トーナメント決勝】                                    | 2024年11月29日 |
| ○    | マイケル・デュフォート                 | 2R 1:51 KO（左フック→パウンド）              | PFL 8 【2024年PFLライト級トーナメント準決勝】                                   | 2024年8月21日  |
| ○    | エルヴィン・エスピノーサ               | 5分3R終了 判定3-0                            | PFL 5 【2024年PFLライト級トーナメント・レギュラーシーズン2回戦】                | 2024年6月21日  |
| ○    | ソロモン・レンフロ                     | 5分3R終了 判定3-0                            | PFL 2 【2024年PFLライト級トーナメント・レギュラーシーズン1回戦】                | 2024年4月12日  |
| ○    | ピーター・ビスト                       | 5分5R終了 判定3-0                            | Bellator 297: Nemkov vs. Romero                                                 | 2023年6月16日  |
| ○    | 武田光司                               | 5分3R終了 判定3-0                            | RIZIN.40 【RIZIN×BELLATOR全面対抗戦 先鋒戦】                                    | 2022年12月31日 |
| ○    | ボビー・キング                         | 5分3R終了 判定3-0                            | Bellator 283: Lima vs. Jackson                                                  | 2022年7月12日  |
| ○    | ジェイ・ジェイ・ウィルソン             | 5分3R終了 判定3-0                            | Bellator 276: Borics vs. Burnell                                                | 2022年3月12日  |
| ○    | ダニエル・キャリー                     | 1R 3:57 KO（左フック→パウンド）              | Bellator 263: Borics vs. Burnell                                                | 2021年7月31日  |
| ○    | ヴァレリー・グリツティン               | 5分3R終了 判定3-0                            | Eagle FC 33                                                                     | 2021年2月9日   |
| ×    | メフディ・ダカエフ                     | 5分5R終了 判定0-3                            | Eagle FC 30 【Eagle FCライト級タイトルマッチ】                                  | 2020年12月4日  |
| ○    | ホアン・パウロ・ジ・モウラ・イ・シウバ | 5分3R終了 判定3-0                            | Gorilla Fighting 24 【GFライト級王座決定戦】                                    | 2020年2月9日   |
| ○    | オトン・ジェシー                       | 3R 1:59 TKO（パンチ連打）                    | Gorilla Fighting 22                                                             | 2019年12月13日 |
| ○    | スティーブン・サイラー                 | 5分3R終了 判定3-0                            | PFL 2                                                                           | 2019年5月23日  |
| ○    | ベクボロト・アブディルダ               | 5分3R終了 判定3-0                            | Fight Nights Global 90                                                          | 2018年10月19日 |
| ○    | イゴール・タリツァ                     | 5分3R終了 判定3-0                            | Fight Nights Global 83                                                          | 2018年2月22日  |
| ○    | ツルガナリー・アブドゥラエフ           | 2R 4:59 TKO（パンチ連打）                    | Fight Nights Global 74                                                          | 2017年9月29日  |
| △    | エフゲニー・イグナティエフ             | 5分3R終了 判定0-1                            | Fight Nights Global 61                                                          | 2017年3月11日  |
| ×    | クアト・ハミトフ                       | 3R 3:48 肩固め                               | Fight Nights Global 57                                                          | 2016年12月16日 |
| ○    | ルスラン・ヤマンダエフ                 | 2R 1:49 リアネイキドチョーク                 | Fight Nights Global 51                                                          | 2016年9月25日  |
| ○    | ワジム・ハリン                         | 1R 2:24 TKO（パンチ連打）                    | Altay League: Siberian Battle                                                   | 2014年9月14日  |
| ○    | ヴィスハン・マゴマドフ                 | 2R 1:47 TKO（ドクターストップ）              | Liga Kavkaz: Battle in Khiv 2                                                   | 2014年8月10日  |
| ×    | フセイン・エセンバエフ                 | 2R TKO（パンチ連打）                         | I.D MMA 6                                                                       | 2013年9月21日  |
| ○    | アサルベク・カランダロフ               | 1R 2:16 リアネイキドチョーク                 | Open Dag FC 5                                                                   | 2013年9月20日  |
| ○    | アルスラン・ザギロフ                   | 1R 1:57 TKO（パンチ連打）                    | Open Dag FC 3                                                                   | 2013年8月25日  |
| △    | イスラム・カマエフ                     | 5分3R終了 判定ドロー                         | Liga Kavkaz: Grand Umakhan Battle                                               | 2013年7月7日   |
| ○    | ルスタム・ハサノフ                     | 1R 4:27 三角絞め                             | I.D MMA 3                                                                       | 2013年3月23日  |
| ×    | フセイン・エセンバエフ                 | 1R 1:45 TKO（パンチ連打）                    | I.D MMA 3                                                                       | 2013年3月23日  |
| ○    | ザギル・カザノフ                       | 1R 1:21 三角絞め                             | I.D MMA 3                                                                       | 2013年3月23日  |
| ○    | エフゲニー・ソカ                       | 2R 4:14 キムラロック                         | Octagon MMA Warriors 2013                                                       | 2013年2月21日  |

## 獲得タイトル
- PFLライト級トーナメント優勝（2024年）
- 第4代Eagle FC世界ライト級王座（2020年）